# Бразильсько-литовські відносини
Бразильсько-литовські відносини — двосторонні дипломатичні відносини між Бразилією та Литвою. Держави є членами Світової організації торгівлі та Організації Об'єднаних Націй.

## Історія
Згідно з записом 1866, першим литовцем, який ступив на бразильську землю, був полковник Андрюс Віштеляускас. Його завданням стала допомога бразильським збройним силам у Парагвайській війні (1864-1870). Життя Анрюса Віштеляускаса в Бразилії, можливо, вплинуло на батьківщину завдяки його розповідям, після повернення. За кілька років до Бразилії прибула група іммігрантів із сім'ями з Литви.
У 1890 двадцять п'ять литовських сімей жили в Бразилії. Їхнім пунктом призначення став нещодавно заснований населений пункт Іжуї, розташований на родючому ґрунті північно-західної частини штату Ріу-Гранді-ду-Сул.
У 1920-1930 в Бразилії проживало близько 30 000 литовців.
У 1921 Бразилія визнала незалежність Литви, яка в 1944 приєднана до СРСР.
5 листопада 1991 Бразилія знову визнала незалежність Литви після розпаду СРСР.
У березні 1996 прем'єр-міністр Литви Альгірдас Бразаускас відвідав Бразилію з офіційним візитом.
У листопаді 2002 Литву відвідав міністр закордонних справ Бразилії Селсо Лафер.
У липні 2008 президент Литви Валдас Адамкус відвідав з офіційним візитом Бразилію та підписав Угоду про культурне співробітництво між двома країнами.
У червні 2012 президент Литви Даля Грибаускайте відвідала Бразилію для участі в Конференції ООН зі сталого розвитку Ріо+20 у Ріо-де-Жанейро.
У 2011 Бразилія відкрила почесне консульство у Вільнюсі.
У 2012 Литва закрила посольство в Буенос-Айресі (Аргентина) (своє єдине посольство в Латинській Америці) і незабаром після цього відкрила генеральне консульство в Сан-Паулу. У Сан-Паулу проживає друга за величиною громада литовської діаспори в Латинській Америці після Буенос-Айреса.

## Діаспора
У Бразилії проживає від 200 000 до 300 000 громадян, які мають литовське походження. Бразилія посідає друге місце у світі за чисельністю литовської діаспори (після США).

## Дипломатичні представництва
- Інтереси Бразилії у Литві представлені через посольство в Копенгагені (Данія) та почесне консульство у Вільнюсі[5].
- Литва має генеральне консульство в Сан-Паулу[6].